# 亀永吾郎
亀永 吾郎（かめなが ごろう、1890年（明治23年）6月1日 - 1955年（昭和30年）2月9日）は、日本画家（美人画）。山口県下関市出身。鏑木清方門下。本名五郎。
帝展入選、聖徳太子奉賛美術展覧会、ベルリン日本画展覧会（外務省）に出品。鏑木清方門下らによる郷土会、目黒雅叙園、梨本宮家、浅草柳橋料亭二葉などで多くの絵画を手がけた。独特の、美人と所作と構図、滲み出る人物の精神性や内面性、繊細な色彩と形の組み合わせの自在さ、に特徴がある。画号は、寒雷楼吾郎、寝石、八千房、亀永霊泉。
度重なる戦災に遭い帰郷するも、その後も東京と郷里を往復しつつ、制作に取り組んだ。郷土の風物にも親しみ、のびのびとした生命感を写し取った。
兄は川合玉堂門下の日本画家の伊藤響浦（陽康）。

## 経歴
- 1890年（明治23年）6月1日 - 山口県下関市吉見に亀永徳太郎、トヨの三男として生まれる。[要出典]
- 1919年（大正8年）ごろ - 兄陽康を頼って上京、鏑木清方に入門。[要出典]
- 1923年（大正12年） - 第8回郷土会展（日本橋高島屋）に「鎌藤西南戦話」を出品。[要出典]
- 1924年（大正13年） - 第9回郷土会展に「豊作の舞」を出品。[要出典]
- 1925年（大正14年） - 第10回郷土会展に「千住大橋」を出品。[要出典]
- 1926年（昭和元年）
  - 第11回郷土会展に「公園所見」、「生の力」を出品[2]。
  - 第1回聖徳太子奉賛美術展覧会に「殿堂に近し」を出品。[要出典]
  - 第7回帝展で「扇取」が初入選。のち目黒雅叙園が買取[3]。
  - 11月 - 日本伝説学会発行の雑誌「伝説」の口絵に「扇取」掲載[4]。
- 1928年（昭和3年）
  - 第13回郷土会展に「月」を出品。[要出典]
  - 梨本宮家（渋谷）、宅内の内装の画を手がける。[要出典]
  - 同宮家勤務の、山本トメと出会う。[要出典]
- 1929年（昭和4年）
  - 第10回帝展で「雪」が入選。[要出典]
  - 第2回聖徳太子奉賛美術展覧会に「秋まつり」を出品。[要出典]
  - 第14回郷土会展に「花嫁」を出品。[要出典]
- 1930年（昭和5年） - 山本トメと結婚。青山高木町に居住。[要出典]
- 1931年（昭和6年）
  - 6月　長男好生誕生。[要出典]
  - 目黒雅叙園 松の間（吾郎の美人画のみの間）、鷲の間（現・ホテル雅叙園東京4階）天井画を手がける[5]。
  - 第16回郷土会展に「銀座四町目」を出品。[要出典]
- 1932年（昭和7年）
  - 伝統芸能鹿踊りの取材のため岩手県に滞在。[要出典]
  - 浅草柳橋の料亭「二葉」、玄関から廊下の画を手がける　「獅子舞」。[要出典]
  - 女優津島恵子が能の装束で「二葉」に来訪し、吾郎の「獅子舞」前で写真撮影。[要出典]
- 1933年（昭和8年）7月 - 長女和子誕生。品川区大井に居住。[要出典]
- 1934年（昭和9年） - 伯林（ベルリン）日本画展覧会（外務省による日本美術紹介　ドイツベルリンにて）に出品。[要出典]
- 1937年（昭和12年） - 次女効子誕生。トメの実家（佐渡）に預ける。[要出典]
- 1938年（昭和13年） 
  - 1月　妻トメ死去。[要出典]
  - 12月　帝国美術院附属美術研究所にて、所持していた観音菩薩像の記録保存撮影に協力[6]。
- 1944年（昭和19年） - 長女和子を佐渡に疎開させる。疎開先の中山旅館に多くの画を残す。[要出典]
- 1945年（昭和20年）
  - 空襲により品川の自宅全焼、中野の兄陽康宅に身を寄せるもほどなくして空襲により全焼。[要出典]
  - 長男好生と下関に帰郷。その後預けていた長女和子、次女効子を迎えに行く。[要出典]
- 1946年（昭和21年）ごろから - 東京と下関を往復し制作。[要出典]
- 1947年（昭和22年）
  - 下関吉母に写生に行く。「松林図」（下関市立美術館蔵）。[要出典]
  - 福岡県八幡から古くからの画家の友人が遊びに来る。フクトカキ（材木に長い釘を何本も打つ潮干狩りの道具）を手作りして、近くの砂浜に出かけて共に海老を獲り、家に戻って活きたまま写生する。「海老図」、「蛙図」。[要出典]
- 1950年（昭和25年） - 下関大丸の展覧会に出品。[要出典]
- 1955年（昭和30年）2月9日 - 没（64歳）。[要出典]
- 1995年（平成7年） - 目黒雅叙園美術館での装飾博覧会で、「扇取」、旧松の間の美人画ほか、計十数点展示される。同展案内チラシ両面に、作品が採用。[要出典]
- 2004年（平成16年） - 下関吉見にて五十回忌。[要出典]
- 2005年（平成17年） - 「扇取」、旧松の間の美人画が海外に渡る。[要出典]
- 2018年（平成30年）
  - 下関市立美術館、ホテル雅叙園東京、鎌倉市鏑木清方記念美術館に、吾郎の画と生涯の経歴が改めて紹介される。[要出典]
  - ホテル雅叙園東京に、松の間を含む木造日本建築旧館の絵画のポジフィルムが約30年ぶりに届けられる。[要出典]
  - 「雛之図」、「枝垂桜美人之図」ほか計3点の吾郎筆掛軸があらたに発見される。[要出典]
- 2019年（平成31年） 
  - 2月「美人納涼図」があらたに発見される。[要出典]
  - 3月「松林図」が下関市立美術館収蔵となる。[要出典]